# 쌍문운수
쌍문운수(雙門運輸)는 서울특별시의 마을버스 회사이며, 사무실과 차고지는 서울특별시 도봉구 노해로 317-6 (창동) 에 있다.

## 주요 연혁
- 1989년 4월 10일: 회사 설립

## 특징
쌍문운수는 청록운수와 더불어 서울에서 규모가 큰 마을버스 회사중 하나로, 서울시내마을버스 중 유일하게 천연가스차량 충전소를 차고지내에 보유중이다.

## 운행 노선
- ● 도봉05번: 한일병원 ↔ 우이동 (구 도봉마을 29번)
- ● 도봉06번: 한일병원 ↔ 방학동 벽산아파트 (구 도봉마을 29-1번)
- ● 도봉07번: 도봉여성센터 ↔ 창2동건영아파트 (구 도봉마을 35번)

## 차량
- 현대자동차 - 그린시티